# Gouvernement Van Cauwenberghe II
Pour les articles homonymes, voir Gouvernement Van Cauwenberghe I.
Région wallonne
Van Cauwenberghe I Di Rupo II
Le Gouvernement Van Cauwenberghe II est un gouvernement wallon bipartite composé de socialistes et de sociaux-chrétiens.
Ce gouvernement fonctionne, à la suite des élections régionales de 2004, depuis le 27 juillet 2004 au 6 octobre 2005 en remplacement du Gouvernement Van Cauwenberghe I.
Le 6 octobre 2005, Jean-Claude Van Cauwenberghe donna sa démission.
Il sera suivi par le Gouvernement Di Rupo II

## Composition
| Fonction                                                                               | Titulaire | Titulaire                    | Parti |
| -------------------------------------------------------------------------------------- | --------- | ---------------------------- | ----- |
| Ministre-Président                                                                     |           | Jean-Claude Van Cauwenberghe | PS    |
| Vice-Président et ministre du Logement, des Transports et du Développement territorial |           | André Antoine                | cdH   |
| Vice-Président et ministre du Budget, des Finances, de l’Équipement et du Patrimoine   |           | Michel Daerden               | PS    |
| Ministre de la Formation                                                               |           | Marie Arena                  | PS    |
| Ministre des Affaires intérieures et de la Fonction publique                           |           | Philippe Courard             | PS    |
| Ministre de la Recherche, des Technologies nouvelles et des Relations extérieures      |           | Marie-Dominique Simonet      | cdH   |
| Ministre de l’Économie et de l’Emploi                                                  |           | Jean-Claude Marcourt         | PS    |
| Ministre de la Santé, de l’Action sociale et de l’Égalité des chances                  |           | Christiane Vienne            | PS    |
| Ministre de l’Agriculture, de la Ruralité, de l’Environnement et du Tourisme           |           | Benoit Lutgen                | cdH   |